# Lawrence Terry
Lawrence Terry, Jr., ameriški veslač, * 12. april 1946, Concord, Massachusetts. 
Terry je za ZDA nastopil na Poletnih olimpijskih igrah 1968 in 1972. 
V Mexico Cityju je veslal v četvercu brez krmarja, ki je osvojil peto mesto, v Münchnu pa je bil član osmerca, ki je osvojil srebrno medaljo.